# Ai–10 Ikar
Az Ai–10 Ikar (ukránul: Аі–10 Ікар) ukrán gyártmányú többcélú ultrakönnyű repülőgép.

## Története és jellemzői
A repülőgépet a kijevi Ikar Repülőklub fejlesztette ki és gyártja. 1999-ben repült először. Ukrajnában és Oroszországban elterjedt ultrakönnyű repülőgép. Vitorlázó repülőgép vontatására is alkalmas. Vegyszerszóróval ellátott mezőgazdasági változata is készült.
Felsőszárnyas elrendezésű ultrakönnyű repülőgép. A szárnyak dúcokkal merevítettek. A szárny és a törzs, valamint a vezérsíkok fémépítésű rácsszerkezet, műanyag borítással. A futómű hagyományos, hárompontos, farokkerekes kialakítású. A motor az orr-részben helyezkedik el. Kétféle motorral készül, a 80 LE-s Rotax 912ULS, valamint a 100 LE-s Rotax 914 négyhengeres boxermotorokkal. A motor háromtollú fa légcsavart forgat. Pilótafülkéje kétszemélyes, az ülések egymás mellett helyezkednek el.

## Balesetek
Egy Ai–10 Ikar 2013-ban Moszkva mellett lezuhant, két fő életét vesztette.

## Műszaki adatok (Rotax U914 motorral)

### Geometriai méretek és tömegadatok
- Fesztáv: 9,06 m
- Hossz: 6,1 m
- Magasság: 1,7 m
- Szárnyfelület: 11,74 m²
- Üres tömeg: 284 kg
- Legnagyobb felszálló tömeg: 510 kg

### Motor
- Száma: 1 db
- Típus: Rotax 914 négyhengeres, folyadékhűtésű, boxer hengerelrendezésű benzinmotor
- Legnagyobb teljesítmény: 75 kW (100 LE)

### Repülési jellemzők
- Legnagyobb sebesség: 246 km/h
- Utazósebesség: 210 km/h
- Leszálló sebesség: 55 km/h
- Átesési sebesség: 50 km/h
- Legnagyobb repülési magasság: 4000 m
- Hatótávolság: 1000 km
- Emelkedőképesség: 6 m/s
- Felszállási úthossz: 80 m
- Kigurulási úthossz: 60 m